# Langue a parole
Langue i parole – terminy lingwistyczne wprowadzone przez Ferdinanda de Saussure’a i upublicznione w książce Kurs językoznawstwa ogólnego. Termin langue (język) odnosi się do języka jako abstrakcyjnego, społecznie wytworzonego systemu znaków; parole (mówienie) oznacza zaś realizację języka na poziomie jednostki.
O ile langue stanowi fakt społeczny oparty na umowie społeczności użytkowników, parole odnosi się do wypowiedzi językowych, czyli języka jako zjawiska indywidualnego, heterogenicznego i tymczasowego. Langue i parole są wzajemnie od siebie uzależnione.
Oprócz langue i parole de Saussure wprowadził również termin langage, określający wszelkie zjawiska związane z komunikacją językową; zdolność człowieka do posługiwania się językiem.
Rozróżnienie między langue a parole jest zbliżone do nowszej dychotomii między kompetencją a performancją językową. Istnieją jednak pewne różnice: kompetencja i performancja to raczej zjawiska dynamiczne (w odróżnieniu od statycznych langue i parole); ponadto kompetencja w ujęciu Chomsky’ego jest zjawiskiem psychologicznym (a nie społecznym).